# Municipio de Sherman (condado de Kearney)
El municipio de Sherman (en inglés: Sherman Township) es un municipio ubicado en el condado de Kearney en el estado estadounidense de Nebraska. En el año 2010 tenía una población de 70 habitantes y una densidad poblacional de 0,75 personas por km².

## Geografía
El municipio de Sherman se encuentra ubicado en las coordenadas 40°23′37″N 99°0′31″O / 40.39361, -99.00861. Según la Oficina del Censo de los Estados Unidos, el municipio tiene una superficie total de 93.48 km², de la cual 93,39 km² corresponden a tierra firme y (0,1 %) 0,09 km² es agua.

## Demografía
Según el censo de 2010, había 70 personas residiendo en el municipio de Sherman. La densidad de población era de 0,75 hab./km². De los 70 habitantes, el municipio de Sherman estaba compuesto por el 91,43 % blancos, el 1,43 % eran afroamericanos, el 1,43 % eran isleños del Pacífico y el 5,71 % eran de una mezcla de razas. Del total de la población el 2,86 % eran hispanos o latinos de cualquier raza.